# Thomas Maria Renz
Thomas Maria Renz (Munique, 9 de dezembro de 1957) é um bispo auxiliar da diocese de Rottenburg-Stuttgart .
Renz foi ordenado sacerdote em 8 de outubro de 1984 em Roma pelo cardeal Joachim Meisner para a Diocese de Rottenburg-Stuttgart . O bispo sufragâneo em Münster, Stefan Zekorn, era um dos santos . Em 29 de abril de 1997 nomeou-o Papa João Paulo II. Para o titular da sede titular de rucuma e bispo auxiliar em Rottenburg-Stuttgart. A ordenação episcopal recebeu seu Bispo Walter Kasper em 22 de junho do mesmo ano. Co-consagradores foram os bispos auxiliares Johannes Kreidler e Bernhard Rieger ,
Até sua nomeação como Bispo Auxiliar Renz trabalhou em Bad Saulgau . Em maio de 1997, ele foi nomeado para o capítulo da Canon . Aos 39 anos, ele foi o mais jovem membro da Conferência Episcopal Alemã . Como chefe do departamento de jovens do Ordinariato Episcopal em Rottenburg, ele é diretor da fundação da juventude justa . Desde 2005 Renz Familiare está na Ordem Teutônica .

## Link Externo
- Cheney, David M. «bishop» (em inglês). Catholic-Hierarchy.org
- Kurzbiografie mit Foto auf der Website der Diözese Rottenburg-Stuttgart

Predefinição:Navigationsleiste der Weihbischöfe in Rottenburg-Stuttgart (seit 1915)